# Џон Главер
Џон Сорсби Главер млађи (енгл. John Soursby Glover Jr.; Кингстон, 7. август 1944) амерички је позоришни, филмски и ТВ глумац.
Номинован за три награде Сатурн и пет награда Еми. Познат је по улогама негативаца у разним филмовима и серијама, од којих је једна она Лајонела Лутора у серији Смолвил. Такође је дао глас Загонетачу у Бетмен: Анимирана серија.
Џон Гловер је остварио преко сто двадесет улога у филмовима и телевизијским серијама, а у многима од њих играо је улогу негативца: попут улоге изнуђивача у Наплата дуга, лудог научника у Бетмен и Робин, лудог ТВ могула у Гремлини 2: Ново гнездо, убице у Маскаради, доктора у У устима лудила.
Године 1995. освојио је награду Тони за најбољег глумца у представи за свој рад у „Љубав! Храброст! Симпатија!”.